# Jennifer Parker
Jennifer Jane Parker (en un posible futuro Jennifer McFly) es un personaje de ficción de la trilogía de películas de Back to the Future, interpretado por las actrices Claudia Wells y Elisabeth Shue. Es la novia de Marty McFly (Michael J. Fox). Su historia de amor comenzó con un rayo. Jennifer y Marty no podían separar los ojos el uno del otro. Van a la misma preparatoria y se llaman por teléfono continuamente, cuando Marty hizo el viaje en el tiempo hacia 1955 su hermana Linda le dijo que Jennifer le llamó dos veces mientras no estaba. Marty estuvo sin ella una semana entera, ya que es lo que estuvo de tiempo en 1955. Cuando le dejó el número de teléfono de su abuela (555 4823) en el folleto de Salven la torre del reloj, le escribe "I love you" ("te amo") a Marty.
Jennifer piensa que Marty está muy bien preparado para triunfar en el mundo de la música, de ahí su admiración hacia él, incluso le anima a enviar su demo a alguna discográfica. A Jennifer, Doc le cae bastante bien, ya que siempre ha apreciado la filosofía. Incluso aprecia la bondad que tiene George McFly al dejarles su coche a ella y a Marty.
Jennifer no puede imaginar su futuro sin Marty. Para ella es el hombre de su vida, con 17 años, sueña con casarse con él y con tener muchos hijos.

## Historia del personaje
El personaje de Jennifer Parker fue llamado Suzy Parker en el guion original de Back to the Future. El director de la película, Robert Zemeckis, cambió el nombre del personaje por Jennifer, en gratitud a la hija del abogado Larry H. Parker, ya que Parker fue un gran ayudante del copyright a favor de Zemeckis.
El personaje fue interpretado por Claudia Wells en Back to the Future. Wells no estaba disponible para seguir con el papel del personaje por razones personales (su madre fue diagnosticada de cáncer), y el papel lo continuó Elisabeth Shue. Por lo tanto, la escena final de Back to the Future se rodó de nuevo en Back to the Future Part II, ya que se demuestra al principio de esa película, y tuvo que ser filmada con Shue, que sustituyó a Wells. Finalmente, en los efectos de Back to the Future: la serie animada, la voz de Jennifer fue doblada por Cathy Cavadini.
Melora Hardin fue la primera actriz elegida para interpretar a Jennifer Parker, pero hubo que renunciar a ella porque resultó ser más alta que Michael J. Fox en los cortos. Michael J. Fox sustituyó a Eric Stoltz para interpretar a Marty. Los productores consideraron que Marty debía ser tanto o más alto que su novia, por lo tanto Hardin fue sustituida por Claudia Wells, que sí cumplía con los requisitos de estatura respecto a la de Michael J. Fox.